# Dacrycarpus expansus
Dacrycarpus expansus är en barrträdart som beskrevs av De Laub.. Dacrycarpus expansus ingår i släktet Dacrycarpus, och familjen Podocarpaceae. IUCN kategoriserar arten globalt som livskraftig. Inga underarter finns listade i Catalogue of Life.